# Temporada de furacões no Atlântico de 1866
A temporada de furacões no Atlântico de 1866 foi originalmente uma das quatro temporadas de furacões no Atlântico em que todos os ciclones tropicais conhecidos atingiram o status de furacões, junto com 1852, 1858 e 1884. Inicialmente, havia três tempestades conhecidas durante a temporada, mas uma reanálise confirmou o aumento da atividade. Houve também dois outros sistemas que foram incluídos como ciclones tropicais ao mesmo tempo, embora ambos tenham sido considerados outras tempestades já no banco de dados. Toda a atividade tropical ocorreu entre meados de julho e final de outubro. Pode ter havido ciclones tropicais não confirmados adicionais durante a temporada. O meteorologista Christopher Landsea estima que até seis tempestades foram perdidas no banco de dados oficial, devido ao pequeno tamanho do ciclone tropical, relatórios esparsos de navios e costas relativamente despovoadas.
Todas as tempestades, exceto o quarto furacão, afetaram a terra durante a temporada. O primeiro furacão atingiu Matagorda, Texas, em julho, o único da temporada a atingir os Estados Unidos como um furacão. Um mês depois, um furacão fez dois desembarques no México. O terceiro furacão da temporada se formou perto das Bermudas e foi observado pela última vez ao longo da costa sul da Terra Nova. Algumas semanas depois, outra tempestade executou uma trilha semelhante, embora tenha atingido a Terra Nova como um furacão e causado danos. A tempestade mais notável da temporada foi o Grande Furacão Nassau, que matou pelo menos 383 pessoas em Turcas e Caicos, Bahamas e no oeste do Oceano Atlântico. Atingiu ventos de 230 km/h (140 mph), que é uma categoria 4 na moderna escala de furacões Saffir-Simpson. O furacão final se desenvolveu nas Bahamas e mais tarde atingiu Nova Jérsia, produzindo ventos fortes e marés altas em toda a Nova Inglaterra.

## Sistemas

### Furacão Um
O primeiro furacão da temporada foi observado em 11 de julho, quando uma escuna encontrou mar agitado ao sul do Panhandle da Flórida. Conforme o furacão se movia para o oeste, ele permaneceu a uma curta distância da costa do Golfo dos Estados Unidos, trazendo ventos fortes para Nova Orleans em 12 de julho. As marés altas cercaram o farol na Baía de Timbalier por cerca de 24 horas, levando o faroleiro a renunciar à solidão e ao medo do tempo.
Em 15 de julho, o furacão deslocou-se para a costa perto de Matagorda Bay, no Texas, com ventos estimados em torno de 169 km/h (105 mph) ou uma categoria 2 na escala Saffir-Simpson. No desembarque, a pressão barométrica mínima foi estimada em 969 mbar (28,61 inHg). Os ventos fortes do furacão quebraram todos os barcos de suas amarras no porto de Matagorda. Quatro navios foram perdidos ou naufragados e uma escuna foi arrastada para a costa. A tempestade se dissipou no início de 16 de julho depois de progredir mais para o interior.

### Furacão Dois
Em 13 de agosto, um navio encontrou um forte furacão no leste do Mar do Caribe. Com base em observações, estima-se que o furacão atingiu ventos de 169 km/h (105 mph). Não houve relatos por vários dias, embora com base na continuidade, estima-se que a tempestade passou ao sul da Jamaica em 15 de agosto. No dia seguinte, o furacão atingiu o leste da Península de Iucatã, arrastando sete barcos para a costa. Estima-se que tenha enfraquecido para uma tempestade tropical enquanto se movia sobre a terra, embora o sistema tenha se intensificado novamente em um furacão na Baía de Campeche. Ele fez seu segundo e último pouso perto de Veracruz antes de se dissipar em 18 de agosto.

### Furacão Três
O terceiro furacão da temporada foi encontrado pela primeira vez em 4 de setembro por um navio 320 km (200 mi) ao norte das Bermudas ; a embarcação sofreu danos em seu mastro de proa. A tempestade afetou outro navio mais tarde naquele dia, deixando danos graves semelhantes. Seguindo geralmente para o nordeste, o furacão foi observado pela última vez em 7 de setembro perto de Terra Nova.

### Furacão Quatro
Em 18 de setembro e por dois dias depois, uma barca navegou por um furacão perto das ilhas de Cabo Verde. A embarcação estava a caminho de Nova York para Xangai, mas devido a um vazamento da tempestade teve que retornar a Nova Iorque para reparos. Além de um único local relatado, a trilha do furacão é desconhecida. Os ventos foram estimados em torno 130 km/h (80 mph).

### Furacão Cinco
Um navio chamado "Honduras" observou o quinto furacão da temporada em 22 de setembro ao sul-sudeste da Nova Escócia. O navio perdeu seus mastros e velas com a tempestade e, com base nas observações, os ventos foram estimados em torno de 169 km/h (105 mph). Relatórios adicionais do navio indicaram que o furacão manteve uma rota nordeste em direção à Terra Nova. No final de 23 de setembro, o furacão atingiu o centro-sul de Terra Nova, embora tenha enfraquecido rapidamente para intensidade de tempestade tropical. Os ventos se espalharam por grande parte da ilha, cortando os telégrafos em St. John's e arredores. No final de 24 de setembro, a tempestade foi observada pela última vez ao norte da ilha. Por volta de 14 de agosto, a Barca viajante Laura deixou Bremen a caminho de Baltimore, Maryland. De acordo com um relato contemporâneo no Baltimore Sun, "Ela relata ter encontrado um furacão em 22 de setembro, navegando em um mar tremendo, que arrastou para o mar sete passageiros e um tripulante, além de ferir levemente outros cinquenta."

### Furacão Seis
O Grande Furacão Nassau de 1866 ou O Grande Furacão das Bahamas de 1866 foi o sexto furacão da temporada e também o mais duradouro. O brigue Jarien encontrou o furacão em 24 de setembro a oeste-sudoeste das ilhas de Cabo Verde. A pista é desconhecida pelos cinco dias seguintes, até que outro navio relatou um furacão por volta de 32 km ao norte de Anegada nas Ilhas Virgens Britânicas. O furacão afetou as Ilhas Sotavento, arrastando vários navios para a costa e destruindo um píer em Saint Thomas. Em 20 de setembro até o dia seguinte, o ciclone atravessou as Ilhas Turcas e Caicos, tornando-se o que foi considerado "um dos furacões mais terríveis já conhecidos". Cerca de 75% da população ficou desabrigada e sem dinheiro.
Depois de afetar as Ilhas Turks e Caicos, o furacão passou pelas Bahamas. O olho passou por Nassau, onde uma pressão barométrica de 938 mbar (27,70 inHg) foi relatado. Com base nesta observação, estima-se que o furacão tenha ventos sustentados de 230 km/h (140 mph). O furacão atingiu sem aviso nas Bahamas, levando para a costa ou afundando todos os navios, exceto um em Nassau. Além disso, ventos fortes derrubaram árvores e destruíram telhados. Todos os edifícios em Nassau foram danificados ou destruídos. Depois de passar pelas ilhas, o furacão fez uma curva para nordeste, afetando dezenas de outros navios e destruindo quatro. Em 4 de outubro, passou ao norte das Bermudas, onde produziu ventos de Força 11 na escala de Beaufort. O furacão foi observado pela última vez em 5 de outubro a sudeste do Canadá Atlântico. Ao longo de seu caminho através de Turcas e Caicos, Bahamas e o Atlântico ocidental, o furacão matou pelo menos 383 pessoas, ficando entre os 100 furacões mais mortíferos do Atlântico.

### Tempestade tropical Sete
A última tempestade da temporada foi observada pela primeira vez em 28 de outubro sobre as Bahamas, e pode ter sido um ciclone híbrido ou subtropical. Moveu-se para norte-noroeste através da cadeia de ilhas, seguido por uma curva para norte-nordeste sobre o Atlântico ocidental. Vários navios enfrentaram a tempestade tropical e um deles perdeu o suprimento de melaço. Em 30 de outubro, o ciclone, na época em transição para extratropical, atingiu o extremo sul da Ilha de Long Beach com ventos de 110 km/h (70 mph). Enquanto se movia pelo nordeste dos Estados Unidos, a tempestade deixou cair fortes chuvas, causando inundações perto de Jersey City e Hoboken, Nova Jérsia. Em Brooklyn, a tempestade tirou os vagões de seus trilhos, enquanto em Providence, Rhode Island, os ventos destruíram três prédios e destruíram os telhados de outros dois. Mais a nordeste, a tempestade interrompeu o transporte marítimo e cortou as linhas telegráficas, embora nenhuma morte tenha sido relatada. A tempestade pós-tropical foi observada pela última vez sobre Vermont no final de 30 de outubro.